# شهرستان ریو آریبا (نیومکزیکو)

شهرستان ریو آریبا، نیومکزیکو از شهرستان‌های شمالی ایالت مکزیک است که دارای مرزهای مشترک با ایالت کلورادو می‌باشد. مرکز این شهرستان شهر تیرا آماریلا بوده و بر طبق سرشماری‌های سال ۲۰۱۰، جمعیتش برابر است با ۴۰.۲۴۶ نفر.

## پیوند
- وب‌گاه رسمی